# Agria mihalyii
Agria mihalyii is een vliegensoort uit de familie van de dambordvliegen (Sarcophagidae). De wetenschappelijke naam van de soort is voor het eerst geldig gepubliceerd in 1978 door Rohdendorf & Verves.